# Ciechanki
Ciechanki (prononciation : [t͡ɕeˈxanki]) est un village polonais de la gmina de Puchaczów dans le powiat de Łęczna de la voïvodie de Lublin dans l'est de la Pologne.
Il se situe à environ 3 kilomètres au sud-ouest de Puchaczów (siège de la gmina), 5 kilomètres à l'est de Łęczna (siège du powiat) et 27 kilomètres à l'est de Lublin (capitale de la voïvodie).

## Histoire
De 1975 à 1998, le village est attaché administrativement à l'ancienne Voïvodie de Lublin.

Depuis 1999, il fait partie de la nouvelle voïvodie de Lublin.